# One Of A Kind

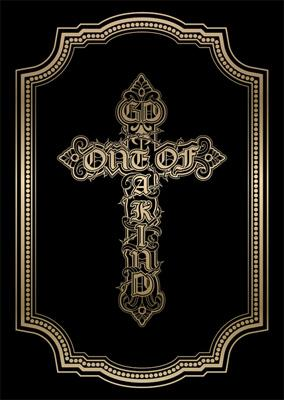
Gold Edition 앨범 커버

ONE OF A KIND(한국어: 원 오브 어 카인드)는 대한민국의 음악 그룹 빅뱅의 리더 G-DRAGON의 두 번째 솔로 음반이자 첫 EP 음반이다. 이 EP 음반은 2012년 9월 15일에 디지털 음원이 발매되었고, 9월 18일에 정식 음반으로 발매되었다. 이전에 2012년 8월 25일, G-DRAGON의 첫 뮤직비디오 "ONE OF A KIND"가 유튜브에 공개되었다. 하지만 뮤직비디오 공개와 동시에 디지털 음원은 공개가 되지 않았다. 그해, 9월 1일 G-DRAGON의 "그 XX"가 공개되었다. 이 곡은 발표와 동시에 각종 음원 사이트 1위에 올랐는데, 19세 미만 청취불가인 신곡이 발매와 동시에 차트 정상을 차지한 것은 드문 일로 음원차트가 생긴 이래 19금곡이 차트를 휩쓴 건 처음이다. 또한 타이틀 곡 "크레용 (CRAYON)"을 포함해 이 음반의 7곡 모두 G-DRAGON이 작사, 작곡에 참여했다. 이 음반은 공개와 동시에 큰 성공을 거두었으며, 음반의 모든 곡들이 대한민국의 각종 음원 사이트의 순위에 들며 1위를 휩쓸었다. 이 EP 음반은 빌보드 월드 차트에서 1위와 빌보드 200 차트에서 161위를 기록했다. 2014년 1월 기준, 이 음반은 252,728장의 음반 판매량을 기록했으며, 이는 G-DRAGON이 2009년 발매한 Heartbreaker에 이은 한국 솔로 가수의 음반 중 가장 높은 판매량을 기록한 음반이다.
One Of A Kind 앨범 2번 트랙 타이틀 곡 크레용 (Crayon) 은 대한민국 메인스트림 음악 중에서 처음으로 트랩 장르를 소개한 곡이다.

## 발매
G-DRAGON의 첫 EP 음반 발매를 기념한 유튜브에서 생중계 된 스페셜 라이브 카운트에 리디아백, 태양, 타블로 등이 참석했다.

## 차트 성적
이 음반은 2012년 9월 가온 앨범 차트에서 171,512장을 판매량으로 1위를 차지했으며, 그해 EP 음반으로는 204,326장의 판매량을 기록했다. 또한 단 하루의 매출로 100만의 디지털 음원 판매량을 기록했으며, 두 번째 주에는 170만 판매량응 기록했다.
2015년 8월, 이 음반의 디지털 음원은 720만 다운로드를 기록했다.

## 트랙 리스트
| #            | 제목                                     | 작사                  | 작곡                         | 편곡           | 재생 시간 |
| ------------ | ---------------------------------------- | --------------------- | ---------------------------- | -------------- | --------- |
| 1.           | 〈ONE OF A KIND〉                        | G-DRAGON              | G-DRAGON, Choice37           | Choice37       | 3:25      |
| 2.           | 〈크레용 (CRAYON)〉                      | G-DRAGON, TEDDY       | TEDDY, G-DRAGON              | TEDDY          | 3:17      |
| 3.           | 〈결국〉 (feat. 로제 of BLACKPINK)       | G-DRAGON              | G-DRAGON, 함승천, 강욱진     | 함승천, 강욱진 | 4:02      |
| 4.           | 〈그 XX〉                                | G-DRAGON, TEDDY       | G-DRAGON, TEDDY, 서원진      | TEDDY          | 3:19      |
| 5.           | 〈Missing You〉 (Feat. 김윤아 of 자우림) | G-DRAGON, TEDDY       | G-DRAGON, 최필강, TEDDY      | 최필강         | 3:27      |
| 6.           | 〈TODAY〉 (feat. 김종완 of Nell)         | G-DRAGON              | G-DRAGON, Choice37           | Choice37       | 3:39      |
| 7.           | 〈불 붙여봐라〉 (feat. TABLO, Dok2)      | G-DRAGON, TABLO, Dok2 | TEDDY, TABLO, G-DRAGON, Dok2 | TEDDY          | 3:34      |
| 총 재생 시간 | 총 재생 시간                             | 총 재생 시간          | 총 재생 시간                 | 총 재생 시간   | 24:46     |

## 차트와 판매량

### 앨범
| 차트 (2012)                      | 최고 순위 |
| -------------------------------- | --------- |
| 일본 오리콘 주간 앨범 차트       | 12        |
| 대한민국 가온 주간 앨범 차트     | 1         |
| 대한민국 가온 월간 앨범 차트     | 1         |
| 대한민국 가온 연간 앨범 차트     | 4         |
| 미국 빌보드 200                  | 161       |
| 미국 빌보드 히트시커스 앨범 차트 | 6         |
| 미국 빌보드 월드 앨범 차트       | 1         |
| 차트 (2013)                      | 최고 순위 |
| 대한민국 가온 주간 앨범 차트     | 2         |
| 대한민국 가온 월간 앨범 차트     | 9         |
| 대한민국 가온 연간 앨범 차트     | 43        |
| 차트 (2014)                      | 최고 순위 |
| 대한민국 가온 주간 앨범 차트     | 61        |
| 차트 (2015)                      | 최고 순위 |
| 대한민국 가온 주간 앨범 차트     | 33        |

| 차트                    | 판매량                                                         |
| ----------------------- | -------------------------------------------------------------- |
| 대한민국 가온 앨범 차트 | - 204,326 (2012) - 45,332 (2013) - 5,197 (2014) - 2,202 (2015) |
| 일본 오리콘 앨범 차트   | 39,619                                                         |
| 타이완 판매량           | 10,000 (platinum)                                              |

### 싱글
| 차트                                 | 최고 순위 | 최고 순위   | 판매량              |
| 차트                                 | 가온      | 빌보드 한국 | 판매량              |
| ------------------------------------ | --------- | ----------- | ------------------- |
| 그 XX                                | 1         | 2           | 대한민국: 1,767,870 |
| MISSING YOU (feat. 김윤아 of 자우림) | 2         | 2           | 대한민국: 1,772,172 |
| 크레용 (CRAYON)                      | 3         | 4           | 대한민국: 1,746,682 |
| ONE OF A KIND                        | 9         | 14          | 대한민국: 619,402   |
| 결국 (feat. 로제 of BLACKPINK)       | 10        | 15          | 대한민국: 540,470   |
| TODAY (feat. 김종완 of Nell)         | 17        | 20          | 대한민국: 619,402   |